# 카든 로이드 탱케트

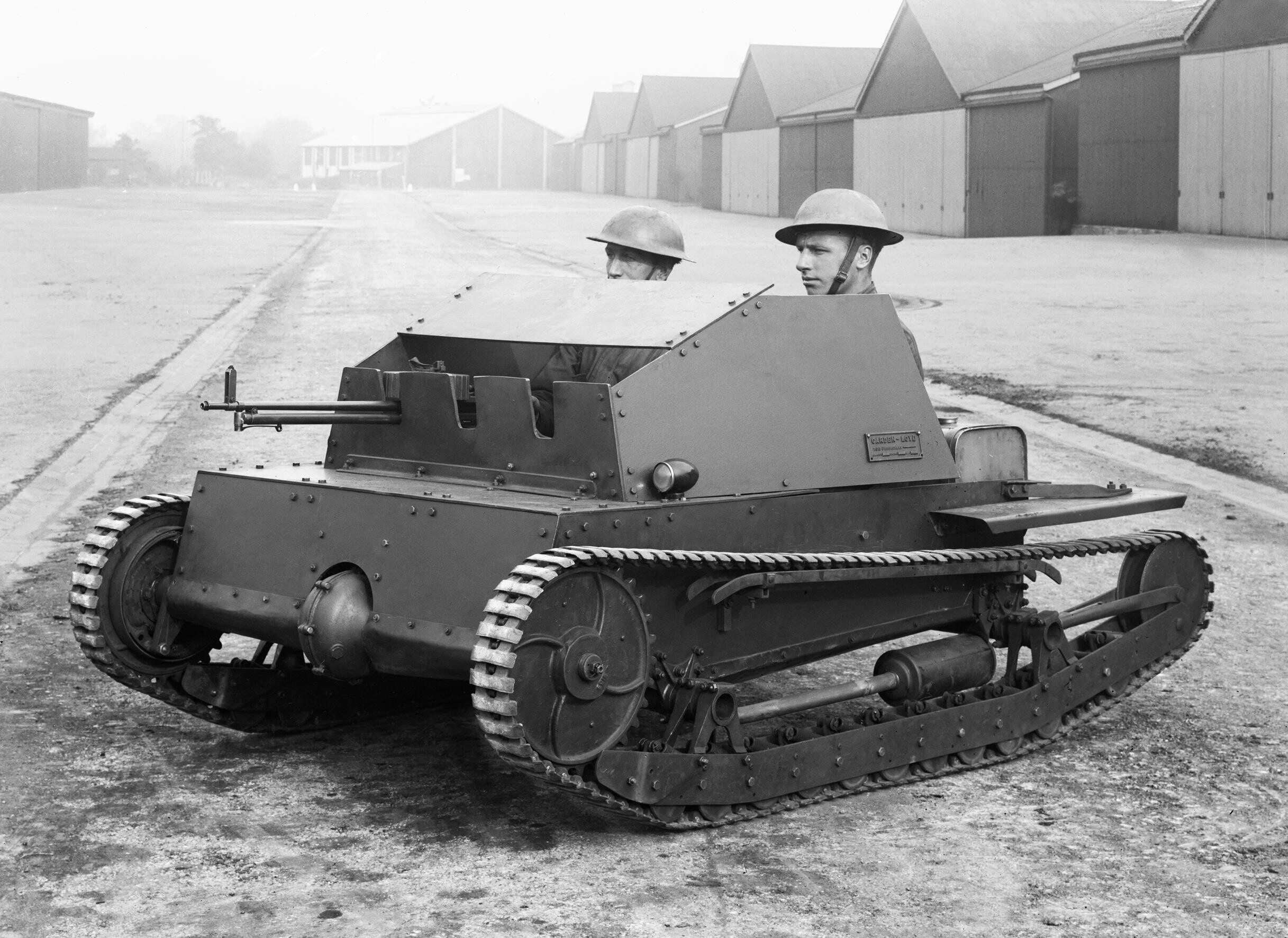

카든 로이드 탱케트(Carden Loyd tankette)는 세계 대전 사이에 영국에서 만들어진 탱켓 시리즈로, 그 중 가장 성공적인 것은 상당한 숫자로 제작된 유일한 버전인 마크 VI(Mark VI)였다. 이는 전세계에서 가장 표준에 가까운 탱켓 설계가 되었고 러시아, 폴란드 등 여러 나라에서 면허생산했다.

## 단점
현가장치 설계로 인해 10~20분 동안 탱켓을 타고 이동하게 되면 두통이 발생하고, 장거리 이동을 하면 멀미와 육체적 피로를 초래하는 경우가 많았다. 폴란드 TK 탱켓에서는 현가장치가 훨씬 개선되어 이러한 부분이 어느 정도 해결되었다. TK 개발 기간 동안 바르샤바를 방문한 비비안 로이드(Vivian Loyd)는 자신의 독창적인 아이디어를 바탕으로 이 현가장치가 모든 탱켓 중 최고라고 말했다.